# Psilander-klass
Psilander-klass var en jagarklass i den svenska marinen. Klassen bestod av två fartyg som hette HMS Psilander (18) och HMS Puke (19). Fartygen ingick till en början i den italienska flottan och hade då namnen Giovanni Nicotera respektive Bettino Ricasoli. År 1940 köptes fartygen av Sverige och ingick under andra världskriget i Göteborgseskadern. Jagarna utrangerades 1947 och skrotades i Karlskrona 1949.

## Konstruktion och bestyckning
Fartygen i klassen var 85,3 meter långa, 8,6 meter breda och hade ett djupgående av 2,8 meter. Skrovet var utformat med ett backdäck som sträckte sig över knappt halva fartygets längd. För om de två skorstenarna stod en överbyggnad som inhyste bland annat styrhytten och kommandobryggan. Maskineriet utgjordes av tre stycken ångpannor som levererade ånga till två ångturbiner av märket Thornycroft, vilka drev var sin propeller. Maskineriet utvecklade 36 000 hästkrafter vilket gav en maximal hastighet av 35 knop. Bestyckningen utgjordes till en början av tre stycken 12 cm kanoner som var monterade en i ett torn på fördäck och två i ett dubbeltorn på en uppbyggnad på akterdäck. Luftvärnet bestod av två stycken 40 mm automatkanoner och två 13,2 mm kulsprutor. Dessutom fanns två stycken dubbelställ för 45,7 cm torpeder samt plats för 30–40 minor för minfällning.

## Historia

### Italiensk tjänst
Fartygen ingick ursprungligen den italienska Sella-klassen, vilken bestod av fyra fartyg som levererades mellan 1926 och 1927. Detta var den första klass av sin typ som ritades och byggdes i Italien efter första världskriget. År 1929 moderniserades fartygen varvid de tre 12 cm kanonerna byttes ut mot fyra modernare, vilket ledde till att även det förliga tornet fick ett dubbellavetage. 

### Försäljning till Sverige
Kring utbrottet av andra världskriget hade svenska försäkringsbolag och det svenska näringslivet erbjudit staten ett räntefritt lån för att bygga nya jagare. Försvarsministern Per Edvin Sköld ansåg emellertid att behovet av nya jagare var så pass brådskande att det var bättre att köpa fartyg från utlandet än att bygga egna i Sverige. Detta ledde till att man den 21 januari 1940 tecknade avtal om att köpa två av fartygen i Sella-klassen. Vidare anskaffades i samband med detta även de två fartygen i Romulus-klassen, fyra motortorpedbåtar och mycket annat krigsmateriel från Italien. Den 14 april avgick alla fyra jagarna tillsammans från La Spezia och den 10 juli ankom fartygen till Göteborg.

### Svensk tjänst
Efter ankomsten till Sverige sattes klassens fartyg in i Göteborgseskadern. Med tiden visade sig fartygen vara vekt byggda och rullade kraftigt i sjögång, vilket gjorde att man var tvungen att bygga in förstärkningar och montera slingerkölar på skroven. Dessutom medförde akterskeppens låga fribord att de vid dåligt väder ofta översköljdes av vågorna. År 1941–1942 modifierades fartygens bestyckning. Luftvärnet byttes ut mot två 40 mm luftvärnsautomatkanoner m/36 och två dubbla 8 mm luftvärnskulspruta m/36, 45 cm torpederna byttes ut mot 53 cm torpeder, och sjunkbombskastare och sjunkbombsfällare installerades. Efter en mycket kort tjänst lades båda fartygen i materielberedskap mellan 1943 och 1944, och år 1947 blev de utrangerade. Därefter användes de vid skjut- och sprängförsök och skrotades till slut i Karlskrona 1949.